# Bagot (district électoral du Canada-Uni)
Pour les articles homonymes, voir Bagot.
Circonscription électorale provinciale du Canada
Bagot est un district électoral de l'Assemblée législative de la province du Canada.

## Liste des députés
| Années | Années      | Député              | Affiliation |
| ------ | ----------- | ------------------- | ----------- |
|        | 1854 - 1858 | Timothée Brodeur    | Réformiste  |
|        | 1858 - 1861 | Maurice Laframboise | Rouge       |
|        | 1861 - 1863 | Maurice Laframboise | Rouge       |
|        | 1863 - 1867 | Maurice Laframboise | Rouge       |